# Télé Liban
Télé Liban (arabisch تلفزيون لبنان, DMG Tilifizyūn Lubnān) ist der staatliche Fernsehsender des Libanons mit Sitz in Beirut.
Am 28. Mai 1959 wurde die CLT, die Compagnie Libanaise de Télévision, gegründet, die auf einem arabisch- und französischsprachigen VHF-Kanal sendete. Am 6. Mai 1977 wurde mit Télé Orient ein weiterer Kanal gegründet. Im Libanesischen Bürgerkrieg wurden die beiden Stationen von Konfliktparteien besetzt und übernommen. Die CLT-Kanäle 7 und 9 aus West-Beirut wurden von linken und muslimisch dominierten Gruppen übernommen, die Télé-Orient-Kanäle 5 und 11 aus Hazmieh in den christlichen Vororten im Osten Beiruts von rechtsgerichteten christlichen Milizen. Beide Stationen wurden zum Propagandainstrument der jeweiligen Partei. Durch die Zusammenführung dieser Kanäle entstand am 7. Juli 1977 Télé Liban. Der libanesische Staat erwarb dabei 51 % der Rechte an dem Sender.
Zwei unlizenzierte Piratenstationen, die rechts-christliche LBC, Lebanese Broadcasting Corporation, und die links-arabische Television of Arab Lebanon, betrieben von Mourabitoun-schiitischen Milizen, bildeten zeitweise eine Konkurrenz für Télé Liban.
Télé Liban ist das libanesische Mitglied der European Broadcasting Union (EBU).